# Partit Unionista Democràtic
|  | Per a altres significats, vegeu «Partit Unionista Democràtic Sudanès». |

El Partit Unionista Democràtic (anglès Democratic Unionist Party, DUP), és un partit polític d'Irlanda del Nord, escindit del Partit Unionista de l'Ulster el 1971, fundat per Ian Paisley i dirigit per Peter Robinson, lligat a l’Església Presbiteriana Lliure de l'Ulster, fundada pel mateix Paisley. La seva ala jove, Associació Unionista Democràtica, és forta a la Universitat de Queens de Belfast.
Després dels Acords de St Andrews d'octubre de 2006, arribà a un acord amb Sinn Féin per a governar Irlanda del Nord, malgrat l'oposició dels diputats Nigel Dodds, David Simpson i Gregory Campbell. El març de 2007 votà a favor de la devolució de poders, cosa que provocà la dimissió de l'europarlamentari Jim Allister i de set diputats, qui el desembre de 2007 fundaren Veu Tradicional Unionista.

## Història
El partit fou creat el 1971 per Ian Paisley i Desmond Boal, amb altres dissidents del Partit Unionista de l'Ulster. Va obtenir 8 escons a les eleccions generals d'Irlanda del Nord de 1973. S'oposà als acords de Sunningdale i a qualsevol pacte amb els catòlics, en defensa de la classe treballadora protestant. Jim Allister fou eurodiputat de 1979 a 2004, quan fou substituït per Paisley. També té escons a Westminster.
Participà en la comissió del senador George J. Mitchell per a la pau i signà Acord de Divendres Sant, però es retirà de les converses quan hi fou admès el Sinn Féin sense que l'IRA deixés les armes, i després votà en  contra del referèndum de l'acord. Durant la major part de la història del DUP, el Partit Unionista de l'Ulster va ser el partit unionista més gran d'Irlanda del Nord; tanmateix, a les eleccions generals d'Irlanda del Nord de 2003 fou el partit més votat (30 escons) i a les del Parlament britànic de 2005 va obtenir 9 escons, el més votat d'Irlanda del Nord. A les eleccions locals de 2005 va obtenir 182 consellers als 26 districtes nord-irlandesos, el més votat a Ballymena, Ards, Antrim, Ballymoney, Banbridge, Belfast, Carrickfergus, Coleraine, Craigavon i Newtonabbey.
El 2006, el DUP va signar l'Acord de Saint-Andrews i l'any següent va acordar entrar en un govern de repartiment del poder amb el Sinn Féin, que va acceptar donar suport al servei de policia i la devolució dels poders judicial i policial. Paisley es va convertir en primer ministre conjunt d'Irlanda del Nord. L'únic eurodiputat del partit, Jim Allister i set regidors van abandonar el partit en protesta, fundant el Veu Unionista Tradicional (TUV). Paisley va ser succeït com a líder del DUP i primer ministre per Peter Robinson entre 2008 i 2015, després per Arlene Foster fins al 2021, i després que Foster fos destituïda, Edwin Poots es va convertir breument en líder nomenant Paul Givan com a primer ministre, però es va veure obligat a renunciar després de tres setmanes. El juny de 2021, el va succeir Jeffrey Donaldson. En protesta contra el Protocol d'Irlanda del Nord, Givan va dimitir com a primer ministre el febrer de 2022, col·lapsant l'Executiu d'Irlanda del Nord. El 30 de gener de 2024, Jeffrey Donaldson va anunciar que el DUP havia acordat un acord amb el govern del Regne Unit que va donar lloc a la restauració del poder compartit però va presentar la dimissió després de ser detingut i acusat d'abús sexual.

## Resultats electorals

### Eleccions generals
| Any      | Líder          | %     | Escons  | ± | Govern        |
| -------- | -------------- | ----- | ------- | - | ------------- |
| Feb 1974 | Ian Paisley    | 5.7%  | 1 / 12  | 1 | Oposició      |
| Oct 1974 | Ian Paisley    | 5.8%  | 1 / 12  | = | Oposició      |
| 1979     | Ian Paisley    | 10.2% | 3 / 12  | 2 | Oposició      |
| 1983     | Ian Paisley    | 19.9% | 3 / 17  | = | Oposició      |
| 1987     | Ian Paisley    | 11.7% | 3 / 17  | = | Oposició      |
| 1992     | Ian Paisley    | 13.1% | 3 / 17  | = | Oposició      |
| 1997     | Ian Paisley    | 13.6% | 2 / 18  | 1 | Oposició      |
| 2001     | Ian Paisley    | 22.5% | 5 / 18  | 3 | Oposició      |
| 2005     | Ian Paisley    | 33.7% | 9 / 18  | 4 | Oposició      |
| 2010     | Peter Robinson | 25.0% | 8 / 18  | 1 | Oposició      |
| 2015     | Peter Robinson | 25.7% | 8 / 18  | = | Oposició      |
| 2017     | Arlene Foster  | 36.0% | 10 / 18 | 2 | Suport extern |
| 2019     | Arlene Foster  | 30.6% | 8 / 18  | 2 | Oposició      |
| 2024     | Gavin Robinson | 22.1% | 5 / 18  | 3 | Oposició      |

### Assemblea del Nord d'Irlanda
| Any  | Líder             | Vots    | %     | Escons   | +/- | Govern   |
| ---- | ----------------- | ------- | ----- | -------- | --- | -------- |
| 1973 | Ian Paisley       | 78,228  | 10.8% | 8 / 78   | 8   | Oposició |
| 1975 | Ian Paisley       | 97,073  | 14.8% | 12 / 78  | 4   | Oposició |
| 1982 | Ian Paisley       | 145,528 | 23.0% | 21 / 78  | 9   | Oposició |
| 1996 | Ian Paisley       | 141,413 | 18.8% | 24 / 110 | 24  | Oposició |
| 1998 | Ian Paisley       | 145,917 | 18.5% | 20 / 108 | 4   | Coalició |
| 2003 | Ian Paisley       | 177,944 | 25.7% | 30 / 108 | 10  | Govern   |
| 2007 | Ian Paisley       | 207,721 | 30.1% | 36 / 108 | 6   | Coalició |
| 2011 | Peter Robinson    | 198,436 | 30.0% | 38 / 108 | 2   | Coalició |
| 2016 | Arlene Foster     | 202,567 | 29.2% | 38 / 108 | =   | Coalició |
| 2017 | Arlene Foster     | 225,413 | 28.1% | 28 / 90  | 10  | Coalició |
| 2022 | Jeffrey Donaldson | 184,002 | 21.3% | 25 / 90  | 3   | Coalició |